# 韋放
韋放（474年—532年），字元直，京兆郡杜陵县（今陕西省西安市）人，南梁侍中、车骑将军、永昌严侯韦叡长子，南梁官员。

## 生平
韋放身長七尺七寸，腰周八圍、容貌魁偉。南齊時迎為寧朔晉安王主簿，後蕭衍任雍州刺史時召為主簿。南梁天監元年（502年），任盱眙郡太守，召還任通直郎，改任輕車晉安王中兵參軍，轉任鎮右始興王諮議參軍，改任輕車南平王長史、襄陽郡太守，轉任假節、明威將軍、竟陵郡太守。天監六年（507年），梁軍北伐，韋放擔任貞威將軍，與胡龍牙會合曹仲宗進軍。天監七年（508年），夏侯亶進攻黎漿不克，韋放受命由北道至壽春合流。轉任雲麾南康王長史、尋陽郡太守。歷任四郡太守，都做出一定的業績聲望。父親韋叡去世後辭職服喪，服闋後襲父爵永昌縣侯。
普通八年（527年），曹仲宗攻擊渦陽（今安徽省蒙城縣），韋放擔任明威將軍，率軍前往渦陽會合曹仲宗，途中與北魏大將軍費穆大軍突然相遇，當時身邊僅有二百餘人，韋放從弟韋洵單騎突擊魏軍，韋洵的馬負傷，韋放的鎧甲被射穿三個洞，部下勸他突圍，他卸甲下馬，坐在胡床上指揮，士兵被他鼓舞而殊死作戰，魏軍最終撤退。北魏派遣常山王元昭、大將軍李獎、乞伏寶、費穆等人率領五萬人來支援，前軍到達駝澗，韋放率領部下陳度、趙伯超等人夾攻魏軍，魏軍大敗，渦陽城主王緯獻城投降，韋放入城，4200降兵解除武裝。韋放派遣投降的魏軍三十人，分別向李獎、費穆等人報告情況。魏軍放棄營寨，一時逃跑潰散，南梁各路軍隊乘勝進攻，斬獲很多，又俘虜了費穆的弟弟費超，和王緯一起送到建康。凱旋後韋放任太子右衛率，轉任通直散騎常侍。出任持節、都督梁南秦二州諸軍事、信武將軍、梁南秦二州刺史。中大通二年（530年），任都督北徐州諸軍事、北徐州刺史。中大通四年（532年）在北徐州去世，享年五十九歲，諡號宜。
他性格笃厚诚实，和弟弟韦正、韦棱、韦黯和睦相处，离久相聚，常常同室卧起，人们以东汉的姜肱、姜仲海、姜季江三兄弟相比，称他们为三姜。他和吴郡张率约为姻亲，后来张家家道衰落，他不忘旧约，还是让儿子韦岐娶梁张率的女儿，把自己的女儿嫁给了张率的儿子。

## 家庭

### 兄弟
- 韦正，南梁给事黄门侍郎
- 韦棱，南梁光禄卿
- 韦黯，南梁持节、轻车将军、都督城西面诸军事

### 子女
- 韦粲，南梁散骑常侍、安远将军、永昌忠贞侯
- 韦助，第八子，青塘战死，南梁追赠中书郎
- 韦警，第九子，青塘战死，南梁追赠中书郎
- 韦构，青塘战死，南梁追赠中书郎
- 韦岐

## 延伸阅读
[在维基数据编辑]
 《梁書/卷28》，出自姚思廉《梁書》